# Лякишев, Михаил Андреевич
Михаил Андреевич Лякишев — советский хозяйственный, государственный и политический деятель, генерал-майор.

## Биография
Родился в 1917 году в Серпухове. Член КПСС с 1940 года.
С 1933 года — на хозяйственной, общественной и политической работе. В 1933—1970 гг. — слесарь на заводе № 1 им. Авиахима, красноармеец, младший летчик, начальник оперотдела 39-го авиаполка 7-й авиабригады, начальник штаба 2-й авиаэскадрильи 1-го авиаполка ТОФ, участник Великой Отечественной войны, оперуполномоченный ОО НКВД по 29-й авиабригаде, старший оперуполномоченный ОО НКВД/ОКР СМЕРШ по 10-й авиабригаде, заместитель начальника ОКР СМЕРШ по 7-й авиабригаде, начальник ОКР СМЕРШ — МГБ по 12-й авиадивизии, начальник ОКР МГБ по порту Южного морского района ТОФ, помощник начальника отделения отдела отдела «2-Г» 2-го Главного управления МГБ СССР, заместитель начальника, начальник УМГБ по Калининской области, заместитель министра внутренних дел Латвийской ССР, начальник ДТУ МВД по Московско-Киевской железной дороге, начальник УКГБ по Калужской области, заместитель председателя КГБ при СМ Грузинской ССР, начальник УКГБ по Омской области.
Делегат XXIII съезда КПСС.
Умер в Омске в 1970 году. Похоронен на Старо-Северном кладбище Омска.